# Альфред Редкліф-Браун
Альфред Реджинальд Редкліф-Браун (англ. Alfred Reginald Radcliffe-Brown; нар. 17 січня, 1881―пом. 24 жовтня, 1955) — британський соціально-культурний антрополог, один з засновників структурного функціоналізму.

## Біографія
Альфред Реджинальд Браун народився в Спаркбруці, одному з районів Бірмінгему в Англії. Його батько помер передчасно і залишив свою дружину без коштів, і Браун, який пізніше приєднав прізвище матері до батьківського і став Редкліфом-Брауном, змушений був дуже швидко піти зі школи і працювати, щоб допомагати родині. Проте він був обдарованим юнаком, і його старший брат заохочував його продовжити навчання, і в 1902 р. він вступає до Кембриджського університету. Професорами його будуть Вільям Ріверс і Альфред Хеддон, і хоча він швидко віддалився від своїх наставників, саме Хеддон відрядить його на Андаманські острови у Бенгальській затоці, де він працюватиме в 1906–1908 рр. У 1910 р він виїздить разом з біологом та письменником Е. Л. Грант Уотсоном та Дейзі Бейтс до Австралії, де вивчає аборигенів. Ці подорожі стануть джерелом натхнення для його книг The Andaman Islanders (1922) та The Social Organization of Australian Tribes (1930). Після повернення на короткий час до Англії він викладав у Сіднеї, а в 1921 р. був запрошений до Кейптаунського університету в Південній Африці. З 1925–1931 р. він викладав у Сіднейському університеті, а з 1931–1937 — у Чиказькому. У 1937 р. він був призначений професором соціальної антропології в Оксфордському університеті, де він користувався значним авторитетом і повагою серед студентів і серед колег — британських антропологів.

## Наукова діяльність
Хоча Редкліф-Браун не вважається великим етнографом, він виступає як теоретик функціоналізму. Саме завдяки Редкліфу-Брауну французька соціологія справить безумовний вплив на британську антропологію, яка стане насамперед соціальною антропологію, тобто прагнитиме пояснювати соціальне соціальним, ґрунтуючись здебільшого на аналізі соціальних відносин, що зв'язують між собою людей.
Разом зі своїм колегою Броніславом Маліновським, Редкліф-Браун виступає проти реконструкцій минулого, наголошує на тому, що теперішнє треба пояснювати теперішнім, без посилання на минуле. Основною відмінністю між ними є те, що Маліновський розробив біологічне підґрунтя для своїй теорії потреб, а Редкліф-Браун вважав, що не біологічне й не органічне пояснює соціальне, а навпаки, саме соціальне діє як біологічне, на кшталт живого організму, а біологічне виступає тут методологічною моделлю. Всупереч Маліновському, Редкліф-Браун також відкидає будь-які ярлики. Він вважає, що в соціальній антропології немає місця для «шкіл», оскільки, на відміну від мистецтва чи філософії, соціальна антропологія повинна стати наукою і привести до наукової теорії науки.
З Редкліфом-Брауном соціальна антропологія відділяється від культурної антропології, адже його цікавлять переважно соціальні стосунки, які об'єднують людей і які, як він стверджує, не можна плутати з культурними. Те, що Редкліф-Браун називає «соціальною структурою», і є головним предметом досліджень британської антропології.

### Структурний функціоналізм
Попри те, що Редкліфа-Брауна вважають теоретиком функціоналізму, сам він себе таким не вважав. Згідно з ним, «ніякої функціональної школи не існує, вона — лише міф, який був створений професором Малиновським», сам же Броніслав Маліновський зазначав, що «вживає назву „функціональна школа в антропології“, яку присвоїв у деякому сенсі собі сам і більшою мірою в силу своєї власної безвідповідальності». На думку Редкліф-Браун, це був дійсно безвідповідальний вчинок, бо вся антропологія була втягнута у дискусію про існування функціоналізму. Ставлення до нового напрямку дійсно спочатку біло зневажливим  «Функціоналізм та польова робота, на якій він ґрунтується, являє собою машину для вигадування культур» (Вагнер, 1975 р.).

### Поняття структури
Для Редкліфа-Брауна соціальна структура — це складна мережа соціальних відносин, які об'єднують людей і утворюють інтегровану сукупність. Існує три підрозділи вивчення соціальної структури: соціальна морфологія, соціальна фізіологія та третій — дослідження процесів зміни соціальних структур, а також дослідження шляхів виникнення нових структурних форм.
Соціальна структура  — це такий комплекс відносин між елементами, який продовжує існувати, навіть коли змінюються елементи. Вона зберігає свою цілісність завдяки моралі, закону, етикету, релігії, управлінню та освіті. До феноменів соціальної структури можна віднести поширення мов, перетворення декількох речових співтовариств на одне та протилежний процес диференціації.
Економічні механізми, що діють в суспільстві, постають зовсім в іншому світлі, якщо вони вивчаються у взаємозв'язку з соціальною структурою. Обмін товарами та послугами залежить від соціальної структури, породжується нею і в той же час є засобом її підтримки — засобом підтримки мережі взаємовідносин між окремими особами та колективами.
|  | Вивчення соціальної структури веде безпосередньо до вивчення інтересів і значущостей як детермінант соціальних відносин. Соціальні відносини не випливають з подібності інтересів, але ґрунтуються або на взаємній зацікавленості людей один в одному, чи то на спільному інтересі (або загальних інтересах), або на поєднанні того й іншого. Найпростіша форма соціальної солідарності — це коли дві особи однаково зацікавлені в досягненні якогось результату і об'єднують свої зусилля з цією метою. Коли дві або більше особи однаково зацікавлені в якомусь об'єкті, можна сказати, що цей об'єкт являє собою соціальну значущість для асоційованих осіб. Якщо практично всі члени суспільства зацікавлені в дотриманні закону, ми можемо сказати, що закон має соціальну значущість. Тому вивчення соціальних значущостей — у зазначеному сенсі — є частиною вивчення соціальної структури. |

Редкліф-Браун намагається також привернути увагу соціальних антропологів до того, що він називає «соціальною революцією». Під соціальною революцією він розуміє процес, в ході якого з невеликої кількості форм соціальних структур протягом тривалого історичного періоду виникло безліч різних форм, беручи до уваги те, що складніші форми соціальних структур розвинулися з простіших або замінили собою простіші форми.
Також Редкліф-Браун вводить поняття «соціальна особистість», маючи на увазі комплекс усіх соціальних зв'язків індивіда із іншими людьми.

### Поняття функції
Вжиток поняття «функція» щодо людських суспільств базується на аналогії між соціальним життям та життям органічним. Соціальне життя суспільства можна визначити як функціонування соціальної структури, і функція будь-якої діяльності, що повторюється, наприклад такої як покарання за здійснення злочину чи поховальні церемонії — і є та роль, яку ця діяльність грає в соціальному житті загалом, а також внесок, який вона робить на підтримку безперервності структури.
Згідно з Редкліфом-Брауном, функція — це внесок, який робить діяльність окремої частини у загальну діяльність певної цілісності, в яку ця частина включена, а функція конкретної соціальної практики — це її внесок у загальне соціальне життя, тобто функціювання соціальної системи загалом.
Поняття функції — це робоча гіпотеза, за допомогою якої було сформульовано низку проблем, що потребують вивчення. Ця гіпотеза припускає, що, по-перше, будь-яке явище може мати свою функцію, а її пошук можна вважати виправданим, та, по-друге, одна і та ж соціальна практика чи дві схожі практики у двох зовсім різних суспільствах можуть мати різні функції.

### Аналіз систем шлюбу та спорідненості
За словами Редкліфа-Брауна, у первісних суспільствах соціальні стосунки значною мірою регулюються на основі уз спорідненості. Проте родичі класифікуються обмеженою кількістю категорій, і діє принцип рівності братів, згідно з яким, якщо хтось підтримує стосунки з якимсь чоловіком, то він поширить ці стосунки і на братів цього чоловіка.
Системи спорідненості досить різні, проте вони повторюють певні принципи: насамперед, людина повинна виявляти повагу до представників попереднього покоління. Ця повага сполучається з необхідністю авторитету, який керує вихованням.
Також серед систем спорідненості Редкліф-Браун виділяє жартівливі стосунки, які є способом встановити рівновагу всередині окремої соціальної системи. Ці стосунки соціального і дружнього суперництва мають велике теоретичне значення.
Жартівливі стосунки — ті стосунки в середині родини, які характеризуються тісними узами, близькістю, спокійною атмосферою, жартами. В середовищі соціальних стосунків позитивні стосунки врівноважуються негативними, і шлюб, як зазначає Редкліф-Браун, неминуче призводить до серйозного порушення родинної структури, а жартівлива спорідненість сприяє об'єднанню, близькості, створеним шлюбом.

## Основні публікації
- 1922, The Andaman Islanders;
- 1931, Social Organization of Australian Tribes;
- 1940, On Joking Relationships // Africa: Journal of the International African Institute, Vol. 13, No. 3 (Jul., 1940), pp. 195–210;
- 1952, Structure and Function in Primitive Society;
- 1957, A Natural Science of Society.